# Parròquia de Klintaine
La Parròquia de Klintaine (en letó: Klintaines pagasts) és una unitat administrativa del municipi de Pļaviņas, al sud de Letònia. Abans de la reforma territorial administrativa de l'any 2009 pertanyia al raion d'Aizkraukle.

## Pobles, viles i assentaments
- Stukmaņi (cenre parroquial)
- Rīteri
- Klintaine
- Mūrnieki
- Sturti
- Dīķīši
- Stēģi
- Alkšņi
- Čulkstēni
- Salas
- Zemlejas

## Hidrografia

### Rius
- Daugava
- Pelve
- Pērse
- Piešupīte
- Rīterupīte